# Jeunesse Cugnaux-Villeneuve Tennis de table
La Jeunesse Cugnaux-Villeneuve Tennis de table est un club français de tennis de table situé à Villeneuve-Tolosane et à Cugnaux et évoluant en Pro A féminine dans le cadre d'une entente avec le CP Mirande (Gers). À la suite du retrait des Mirandais pour difficultés financières, la JCVTT continue seule l'aventure en Pro A Féminine qui a terminé l'exercice 2012-2013 à la quatrième place à la suite d'une grosse phase retour.